# Salix divergentistyla
Salix divergentistyla är en videväxtart som beskrevs av C.F. Fang. Salix divergentistyla ingår i släktet viden, och familjen videväxter. Inga underarter finns listade i Catalogue of Life.